# (4331) Hubbard
(4331) Hubbard (1983 HC) – planetoida z pasa głównego asteroid okrążająca Słońce w ciągu 3,33 lat w średniej odległości 2,23 j.a. Odkryta 18 kwietnia 1983 roku.